# Bettona
Bettona település Olaszországban, Umbria régióban, Perugia megyében. Lakosainak száma 4224 fő (2023. január 1.). Bettona Assisi, Bastia Umbra, Cannara, Collazzone, Deruta, Gualdo Cattaneo és Torgiano községekkel határos.

## Népesség
A település népessége az elmúlt években az alábbi módon változott:
| Lakosok száma | 4353 | 4357 | 4224 |
|               | 2015 | 2018 | 2023 |